# Tyrone McKenzie
Tyrone McKenzie (Queens, 11 dicembre 1985) è un giocatore di football americano statunitense che gioca nel ruolo di linebacker per i Minnesota Vikings della National Football League (NFL). Fu scelto dai Patriots nel corso del terzo giro (97º assoluto) del Draft NFL 2009. Al college ha giocato a football presso l'Università statale del Michigan, l'Università dell'Iowa e la University of South Florida.

## Carriera universitaria
Dopo aver frequentato la Riverview High School venendo inserito nei migliori 50 prospetti della Florida dal Tampa Tribune, Mckenzie nel 2004 accettò la proposta dei Michigan State Spartans con i quali disputò una sola stagione giocando 11 partite e mettendo a segno 3 tackle. Inattivo nel 2005 per le regole di trasferimento della NCAA, nel 2006 con la maglia degli Iowa State Cyclones giocò come middle linebacker partendo titolare in 12 partite e mettendo a segno 129 tackle che gli permisero di classificarsi a fine anno ottavo a livello nazionale con una media di 10,75 tackle a partita e di essere inserito nell'All-Big 12 Second Team.
A fine anno cambiò per la seconda volta università, trasferendosi alla University of South Florida. Nel primo anno con i Bulls, evitato l'anno di stop grazie alla rinuncia al disagio da parte della NCAA, disputò da titolare tutti e 13 gli incontri, collezionando 121 tackle, 1.5 sack, 2 fumble forzati e 2 fumble recuperati, ed a fine anno fu inserito nell'All-Big East Second Team. Nel 2008, suo ultimo anno universitario, guidò la sua università per il secondo anno consecutivo con 116 tackle, stabilendo il record dei Bulls di tackle messi a segno in due stagioni consecutive, con 236 tackle. Egli fu capitano in 11 delle 13 gare disputate da titolare e mise altresì a segno 1 sack ed 1 intercetto, divenendo finalista dei premi Butkus , Nagurski e Lott e venendo inserito nell'All-Big East First Team.

## Carriera professionistica

### New England Patriots
McKenzie fu scelto come 97º assoluto nel corso del terzo giro del Draft NFL 2009 dai Patriots e nonostante si fosse strappato il legamento crociato anteriore (con conseguente perdita di tutta la stagione agonistica da rookie) il 25 agosto firmò un quadriennale con i Patriots che lo inserirono nella lista degli infortunati. Dopo essere stato inserito nella squadra d'allenamento, il 6 novembre 2010 fu tagliato dai Patriots senza aver mai disputato neanche una partita.

### Tampa Bay Buccaneers
Passato nel 2010 ai Buccaneers, McKenzie scese in campo solo in 3 occasioni (mai da titolare), mettendo a segno 5 tackle (tutti da solo) dopo essere stato promosso nel roster attivo a dicembre, per poi essere tagliato il 2 settembre dell'anno successivo.

### Minnesota Vikings
Nel 2011 firma con i Vikings, con i quali dopo una stagione passata nella squadra d'allenamento, gioca finalmente tutta una stagione agonistica sin dall'inizio, scendendo in campo in tutte e 16 le partite di stagione regolare (mai come titolare) mettendo a segno 15 tackle (tutti da solo) e un fumble forzato.

## Vittorie e premi
Nessuno

## Statistiche
| Partite totali      | 19 |
| Partite da titolare | 0  |
| Tackle              | 17 |
| Sack                | 0  |
| Fumble forzati      | 1  |